# Тршка црква
Тршка црква је манастир Епархије Браничевске Српске православне цркве и представља непокретно културно добро као споменик културе од великог значаја.
Налази у некадашњем селу Тргу, 4,5 km северозападно од Жагубице и посвећена је Рођењу Пресвете Богородице (раније светом Николи).
Не зна се ко јој је ктитор, нити када је подигнута, пошто први писани податак потиче из 1734. године, када је забележено да је подигнута 460 година раније тј. 1274. године Стилска анализа саме цркве сведочи да потиче са краја XIII века и да припада Рашком стилу. Према натпису са једне камене плоче, црква је обнављана 1430. године, током отоманског периода се на дефтеру из 1572. године се помиње као активан манастир, након чега порушена, да би крајем XVIII века, била поново обновљена. Последње преправке и доградње, црква је доживела 1860. године, када је радове финансирао трговац из Жагубице Ламбра Ђорђевић, а током '80 година XX века су на њој обављени конзерваторско-рестаураторски радови, којима је црква попримила свој вероватан првобитан изглед.
Тршка црква се налази под заштитом Републике Србије, као споменик културе од великог значаја. Значајна је по томе што представља редак споменик Рашке школе, који је подигнут у периферним областима тадашње државе Немањића, а од 1985. године је поново средиште активног женског манастира. Од 2022. године поново је по благослову његовог преосвештенства епископа Игњатија обновљен мушки манастир.

## Историја
После подизања, цркви је крајем XIV века (1382/1383) дозидан егзонартекс у Моравском стилу, али је она након тога доживела разарање. Први пут је обновљена 1429/1430. године и том приликом су делови некадашње фасаде уграђени у њу, тако да су на западном зиду спојени првобитан, нешто мањи и каснији, нешто већи, портал у Моравском стилу, а промењена је и храмовна слава. Током средњег века, код цркве је био трг, тако да је (данас исчезло) насеље око ње названо Трг, по чему је и сама црква добила име.
Током отоманског периода, помиње се као активан манастир 1572. године, а на карти из доба Еугена Савојског и аустријске управе над тим простор означено је насеље око цркве Türska tcercva. Извештај о приликама у пожаревачком егзархату београдско-карловачке митрополије, који је 1733/1734. године саставио Максим Ратковић, наводи се да је црква делимично обновљена, као и да је покривена шиндром. Велику обнову, доживела је 1796. године, а 1811. године војвода Илија Стошић јој је приложио три иконе. Ламбра Ђорђевић је 1860. године финансирао потпуну обнову цркве, током које је на старим темељима обновљен и егзонартекс.
За време Првог светског рата, бугарске окупационе снаге су 1915. године одвеле у заробљеништву двојицу свештеника Тршке цркве. После Другог светског рата, уз цркву је 1953. године подигнут један конак који је освештан 1964. године и други, који је направљен 1973. године и у чијем склопу се налази капелица посвећена светом Николи. Завод за заштиту споменика културе је током `80 година обавио радове на цркви, током којих је уклоњен егзонартекс подигнут 1860. године, црква је покривена оловним кровом, какав се претпоставља да је првобитно имала, чиме јој је враћен првобитни изглед, цркве Рашког стила. Том приликом је комплекс добио и звоник, а епископ Сава Андрић ју је освештао 1992. године.

## Архитектура
Тршка црква има основу једнобродне грађевине, са полукружном олтарском апсидом, нартексом и касније (крајем XIV века) дозиданим егзонартексом, тако да њена укупна дужина износи 24, а ширина око 7 метара. Наос је пиластрима повезаним изломљеним готским луком, подељен на три травеја, са куполом над средњим од њих.
На њеној западној фасади, налази се камени портал украшен скулптурама биљних и животињских мотива, који заправо представља делове два различита портала, спојена у једну целину. Камене конзоле које имају облик митских грифона, честе на црквама Рашке школе (Студеница, Бања и Дечани), јављају се и овде. Они симболизују апостоле Луку и Матеја, јужни, истуренији, држи у канџама главу анђела, док северни, увученији, у предњим држи главу овна, а у задњим главу човека. Изнад самих врата, уграђена је камена скулптура двоглавог орла, која је највероватније првобитно украшавала бифору на неком од прозора. На апсиди је очуван оригинални прозор у облику бифоре, док се два, нешто млађа, прозора налазе на зидовима наоса.

## Галерија
- Поглед на цркву
- Улазни портал
- Јужни грифон са главом анђела у канџама
- Двоглави орао

## Напомена
1. ↑  Црква је подигнута крајем XIII века и тада је посвећена светом Николи, да би након обнове 1430. године њена храмовна слава постало Рођење Пресвете Богородице.